# Lingua aragonese
L'aragonese (aragonés, luenga aragonesa o idioma aragonés) è una lingua romanza parlata in Aragona settentrionale da circa 8-12.000 persone.

## Storia
L'idioma aragonese si è delineato, a partire dal VII-VIII secolo, dai dialetti latini parlati nella penisola iberica nonché da un substrato basco. Il periodo più vitale dell'aragonese coincise storicamente con l'epoca del regno di Aragona (1035-1479); in questo periodo l'area di diffusione della lingua aragonese si ampliò grazie all'espansione del regno verso sud, nell'ambito del più ampio fenomeno storico della Reconquista.
Tuttavia, già dal 1412, con l'avvento al trono della dinastia castigliana dei Trastámara, il castigliano passò ad essere la lingua della corte e della nobiltà aragonese.
Il definitivo affermarsi del regno di Castiglia come potenza iberica e la sua unione dinastica con l'Aragona (1479, nozze di Isabella di Castiglia con Ferdinando d'Aragona), nonché la formale creazione della Spagna come singola entità statuale nel 1516, sancirono l'ulteriore declino politico e linguistico dell'aragonese, che privato di ogni garanzia di autonomia regredì a lingua regionale.

Nel corso degli ultimi secoli il maggiore prestigio del castigliano fece inoltre arretrare l'area di lingua aragonese dalla pianura dell'Ebro (Saragozza) alle vallate dei Pirenei dove aveva tratto le sue origini.
Il declino accelerò ulteriormente durante la dittatura franchista, quando l'uso di questa lingua (e delle altre lingue iberiche distinte dallo spagnolo) è stato emarginato in parecchie forme. Ad esempio, nelle scuole gli insegnanti giunsero a percuotere gli alunni sorpresi a parlare aragonese.
Con il ritorno della democrazia in terra spagnola, negli ultimi decenni l'aragonese è diventato oggetto di rinnovato interesse letterario e filologico (con norme ortografiche standardizzate), ma a causa dell'esiguo numero di parlanti è tuttora da considerarsi una lingua in grave pericolo di estinzione.

## L'aragonese oggi
L'aragonese oggigiorno è parlato come lingua materna nel suo nucleo originale, e cioè le valli pirenaiche dell'Aragona (2/3 settentrionali della provincia di Huesca), da 10.000 o 11.000 persone circa (o forse ancora di meno). Le parlate più pure sono conservate nella Valle de Hecho e ad Ansó, nell'Aragona nordoccidentale; nella Valle di Tena e nella Valle di Bielsa nell'Aragona settentrionale; e nella Valle di Chistau, nella Fueba e nella Ribagorza occidentale, nell'Aragona nordorientale
A livello istituzionale ed amministrativo l'aragonese è praticamente quasi assente, nonostante sia riconosciuto ufficialmente dallo Statuto di Autonomia dell'Aragona.
Alcune riviste in lingua aragonese sono pubblicate con cadenza irregolare. In media, vengono pubblicati annualmente circa una dozzina di libri in aragonese.
Nonostante gli sforzi perpetrati, l'aragonese non è una materia di insegnamento ufficiale ed è insegnato come materia aggiuntiva facoltativa solo in poche scuole. Il numero di parlanti aragonese come seconda lingua non supera le 20.000 persone (anche se il numero di coloro che lo capiscono è sensibilmente superiore).
Un caso particolare è rappresentato dal benasquès (o patuès), che è una parlata di transizione tra l'aragonese, il catalano e l'occitano (guascone) con influenze castigliane, soprattutto nel lessico. È parlata nella valle di Benasque (a sud-ovest della Val d'Aran) ed è in rapida recessione.
Principali località in cui si parla aragonese:
- Ansó (arag. Ansó);
- Hecho (arag. Echo);
- Bielsa (arag. Bielsa);
- Plan (arag. Plan);
- Gistain (arag. Chistén);
- Campo (arag. Campo);
- Graus (arag. Graus);
- Estadilla (arag. Estadilla);
- Fonz (arag. Fonz);
- El Grado (arag. Lo Grau).

## Caratteristiche
Dal punto di vista linguistico, l'aragonese presenta le seguenti caratteristiche:
- conservazione della /f/ iniziale: fillo (catalano fill, spagnolo hijo), feito (cat. fet, spagn. hecho);
- conservazione della /b/ latina nell'indicativo imperfetto: teniba (cat. tenia, spagn. tenía);
- perdita della /e/ finale non accentata: gran (spagn. grande), importán (spagn. importante);
- palatalizzazione dei suoni latini /lj/ e /cl/ in /ʎ/: muller (spagn. mujer), biello (cat. vell, spagn. viejo), fillo (cat. fill, spagn. hijo), agulla (cat. agulla, spagn. aguja);
- modificazione del suono /ct/ latino in /jt/ e /wt/: feito (cat. fet, spagn. hecho), dreito (cat. dret, spagn. derecho), dialecto (pron. /dialekto/ o /dialewto/ cat. "dialecte", spagn. "dialecto");
- modificazione di yod (ge-, gi-, i-) in affricata palatale sorda /t͡∫/: rechión (spagn. región, cat. regió), choben (spagn. joven, cat. jove), chelar (cat. gelar, spagn. helar);
- participio passato in -au o -iu oppure "-ato" o "-ito" secondo le zone: trobau-trobato (spagn. hallado), conoxiu-conoxito (spagn. conocido), perdiu-perdito (spagn. perdido), pasau-pasato (spagn. pasado).

Esempio: il “Padre Nostro” in aragonese:
Pai nuestro, que yes en o cielo, santificato seiga o tuyo nombre, vienga ta nusatros o tuyo reino e seiga feita a tuya voluntat igual en a tierra como en o cielo. O pan nuestro de cada dia da-lo-mos hue, perdona as nuestras faltas como tamién nusatros perdonamos á os que mos faltan, no mos dixes cayer en a tentación e libera-mos d'o mal. Amen.